# Thomas Mazimpaka
Thomas Mazimpaka (* 1958 in Nkamba) ist ein Ruander, der auf Grund seiner Zugehörigkeit zur Ethnie der Tutsi durch den sich abzeichnenden Völkermord in Ruanda zur Flucht gezwungen wurde und 1991 einen Asylantrag in Deutschland stellte. Hier machte er mit seinem Buch Ein Tutsi in Deutschland (1999 vom WDR unter dem Namen Ein Tutsi in Dresden verfilmt) auf die seiner Meinung nach menschenunwürdige Behandlung der Asylbewerber durch die Behörden und den seiner Ansicht nach weitverbreiteten Rassismus in Deutschland aufmerksam. 1994 übernahm eine Tutsi-geführte Armee die Macht in Ruanda und vertrieb die Völkermörder. 1998 zog Thomas Mazimpaka seinen Asylantrag zurück und gründete in Ruanda die Initiative „Hilfe für Waisenkinder“.

## Leben

### In Ruanda
Thomas Mazimpaka wurde 1958 in Nkamba, ca. 50 km östlich von Kigali, der Hauptstadt von Ruanda, geboren. Nach dem Abitur am Saint Esprit Kolleg in Bujumbura, der Hauptstadt von Burundi, studierte er Betriebswirtschaft an der Hochschule für Wirtschaftswissenschaft von Kisangani in Zaire. Nach Abschluss des Studiums arbeitete Mazimpaka bis zum Ausbruch des Bürgerkrieges in den Finanzabteilungen verschiedener Unternehmen in Kigali.
Als es nach Ausbruch des Bürgerkrieges 1990 in Ruanda zu rassistisch motivierten Mordwellen an Tutsi durch Angehörige der Hutu-Mehrheit kam, beschloss Thomas Mazimpaka, das Land zu verlassen.

### In Deutschland
1991 stellte er einen Asylantrag in Deutschland und wurde vorerst bis zum Entscheid über denselben in Sachsen in verschiedenen Asylbewerberheimen untergebracht. Hier wurde er mit ausländerfeindlichen Übergriffen und handlungsunwilligen Behörden konfrontiert, was ihn veranlasste, die deutsche Sprache zu erlernen und schließlich die Autobiographie Ein Tutsi in Deutschland zu verfassen. Das Buch wurde 1998 von Hansjürgen Hilgert unter dem Titel Ein Tutsi in Dresden verfilmt. Diese Dokumentation gewann 1999 den Medienpreis Civis.
Während seines Aufenthaltes in Deutschland nahm Thomas Mazimpaka an mehreren Talkshows teil und organisierte vielzählige Informationsveranstaltungen in Schulen und Kirchen in ganz Deutschland, um auf die Situation der Ausländer in der BRD aufmerksam zu machen.

### Rückkehr nach Ruanda
1998 zog Thomas Mazimpaka aus Protest über das äußerst schleppend voranschreitende Asylverfahren sein Gesuch auf Asyl zurück und verließ Deutschland, um in seinem Heimatland Ruanda eine neue Existenz zu gründen. In Kigali kam er mit dem  Deutschen Entwicklungsdienst (DED) in Kontakt und gründete 2000 mit Unterstützung einiger deutscher Kirchengemeinden ein Hilfswerk für Waisen des Völkermords.
2001 erschien der Film Der Tutsi aus Dresden – zurück in Ruanda von Hansjürgen Hilgert, der die Rückkehr Mazimpakas in sein Heimatland dokumentiert.

## Veröffentlichung
- Thomas Mazimpaka: Ein Tutsi in Deutschland. Das Schicksal eines Flüchtlings. Evangelische Verlagsanstalt, Leipzig 1998, ISBN 3-374-01652-9